# Свербіжниця лісова
{{#ifeq:0|0|{{#if:Knautia dipsacifolia|{{#if:|[[]}}|[[]]}}}}
Свербіжниця лісова (Knautia dipsacifolia) — вид квіткових рослин родини жимолостевих (Caprifoliaceae).

## Біоморфологічна характеристика
Це багаторічна рослина 20–120 см заввишки. Стебла знизу жорстко запушені, зверху також з кучерявим і залозистим волосками. Листки ланцетні, цілісні, найширші в середній частині. Нижні листки на ніжках, ланцетні, зубчасті, від ворсистих до майже голих, верхні дрібніші, сидячі, всі нерозділені. Квіткова голова плоска, 2.5–4 см у діаметрі, зазвичай з розширеними крайовими квітками. Віночок від фіолетового до червоно-пурпурного кольору, з 4 нерівними частками. Плоди довжиною 5–6 мм з волосками 1–2 мм. 2n=60.

## Поширення
Австрія, Бельгія, Чехія, Словаччина, Франція, Німеччина, Угорщина, Італія, Польща, Румунія, Іспанія, Швейцарія, Україна, Хорватія, Сербія.
В Україні вид росте на луках, у чагарниках лісового поясу, на узліссях — у Карпатах, рідше на Поліссі та Розточчі